# 中島 (洞爺湖)
中島（なかじま）は、北海道・壮瞥町と洞爺湖町に属する洞爺湖の湖中島である大島、弁天島、観音島、饅頭島の4島の総称である。洞爺カルデラ内での約5万年前の火山噴火にともなって形成された溶岩ドームが水面に姿を現したもので、湖底にあるものを含め周辺には11の火山体があることが確認されている。最も大きい大島は、島の周長が9.6 kmであり、最高点のトーノシケヌプリは標高455m、全体を広葉樹林に覆われている。

## 観光利用
大島には洞爺湖温泉からの遊覧船が発着する船着場があり、洞爺湖温泉から30分弱で行くことが可能。
島内には売店やハイキングコースが整備されており、洞爺湖の森林資源や生物に関する資料を展示する洞爺湖森林博物館が所在する。

## エゾシカと植生への影響
中島には、1957年にオス1頭、1958年にメス1頭、1965年に妊娠したメス1頭の合計3頭のエゾシカが観光資源としてヒトにより導入された。エゾシカの数はその後急激な増加と減少を繰り返しており、1983年には299頭まで増加した後、自然死と森林保護のための間引きが行われたことにより減少したが、2000年には推定456頭と再度のピークを迎え、2004年には100頭以上の大量死が発生している。
中島の植生はエゾシカの増加に伴う強い採食圧によって大きな影響を受けている。1977年に460種類確認された植物は、2004年時点で150種類までに減少していた。特にエゾシカの採食範囲にある低木や草本が著しい影響を受けており、ササ類は島内からほぼ消失している他、高木についてもエゾシカが届く約2mの高さまでの枝が採食により失われる「ディアーライン」の形成や、エゾシカの嗜好性の高いオヒョウ、ハルニレといった種については樹皮はぎの影響により激減するといった影響がある一方で、エゾシカの不嗜好性の高い植物の増加が見られるといった植生の大きな変化が発生している。
大島の中央には樹齢350年以上であるアカエゾマツの巨木があり、林野庁の「森の巨人たち百選」にも認定されたが、平成16年台風第21号の影響で倒木となった。

## 参考画像

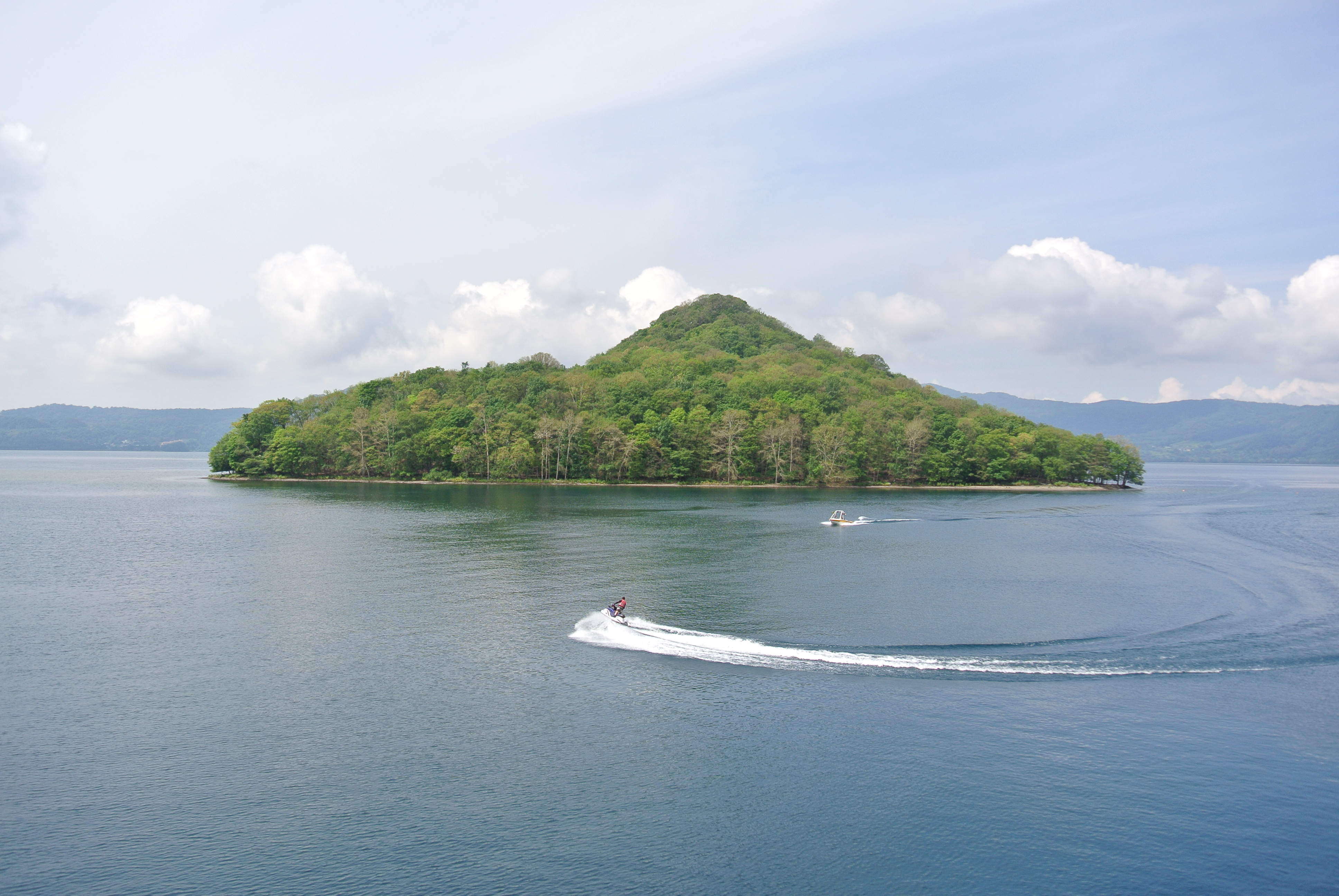
洞爺湖と中島（2014年8月）
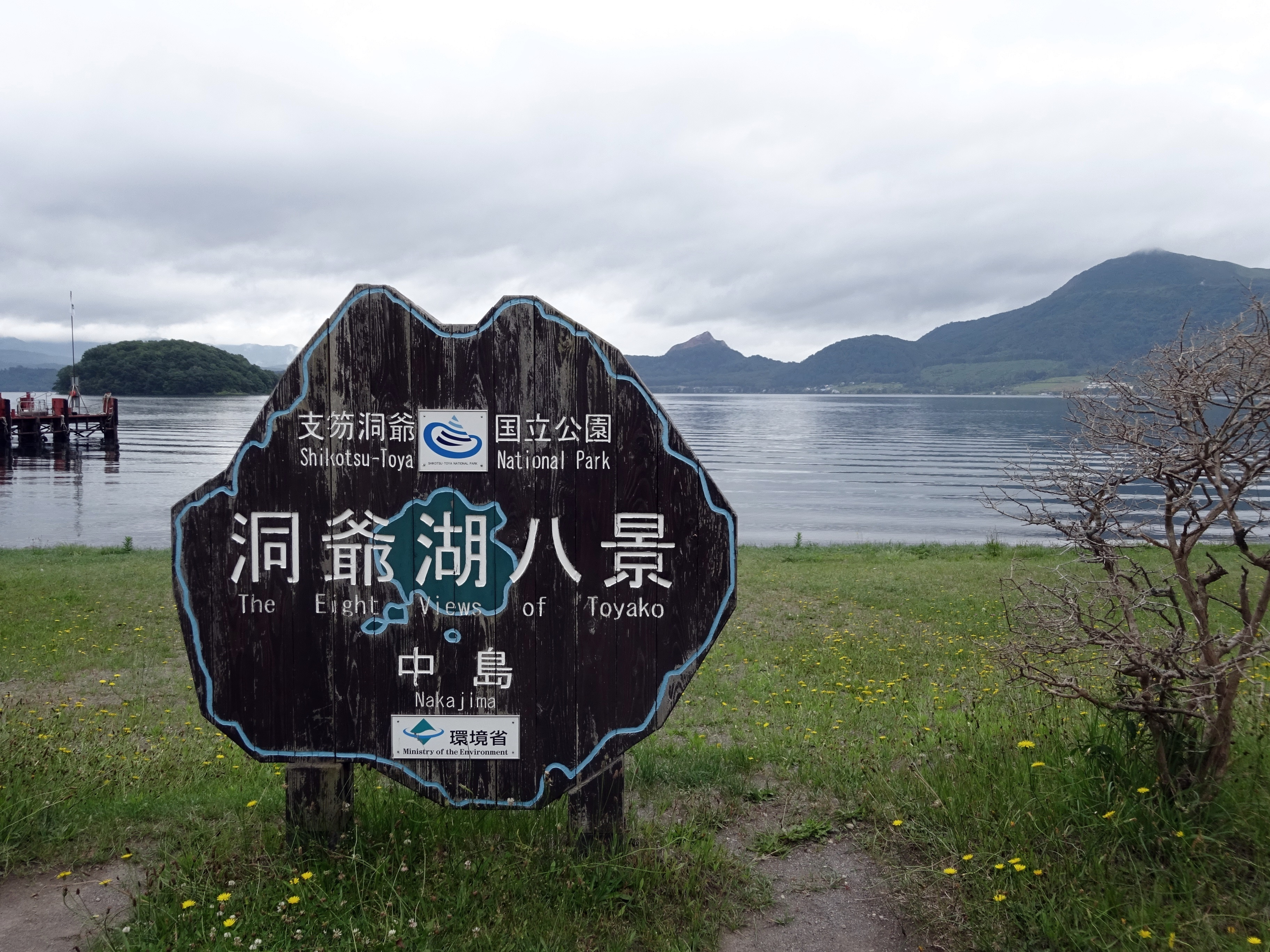
洞爺湖の大島（中島）に所在するモニュメント（2022年6月）
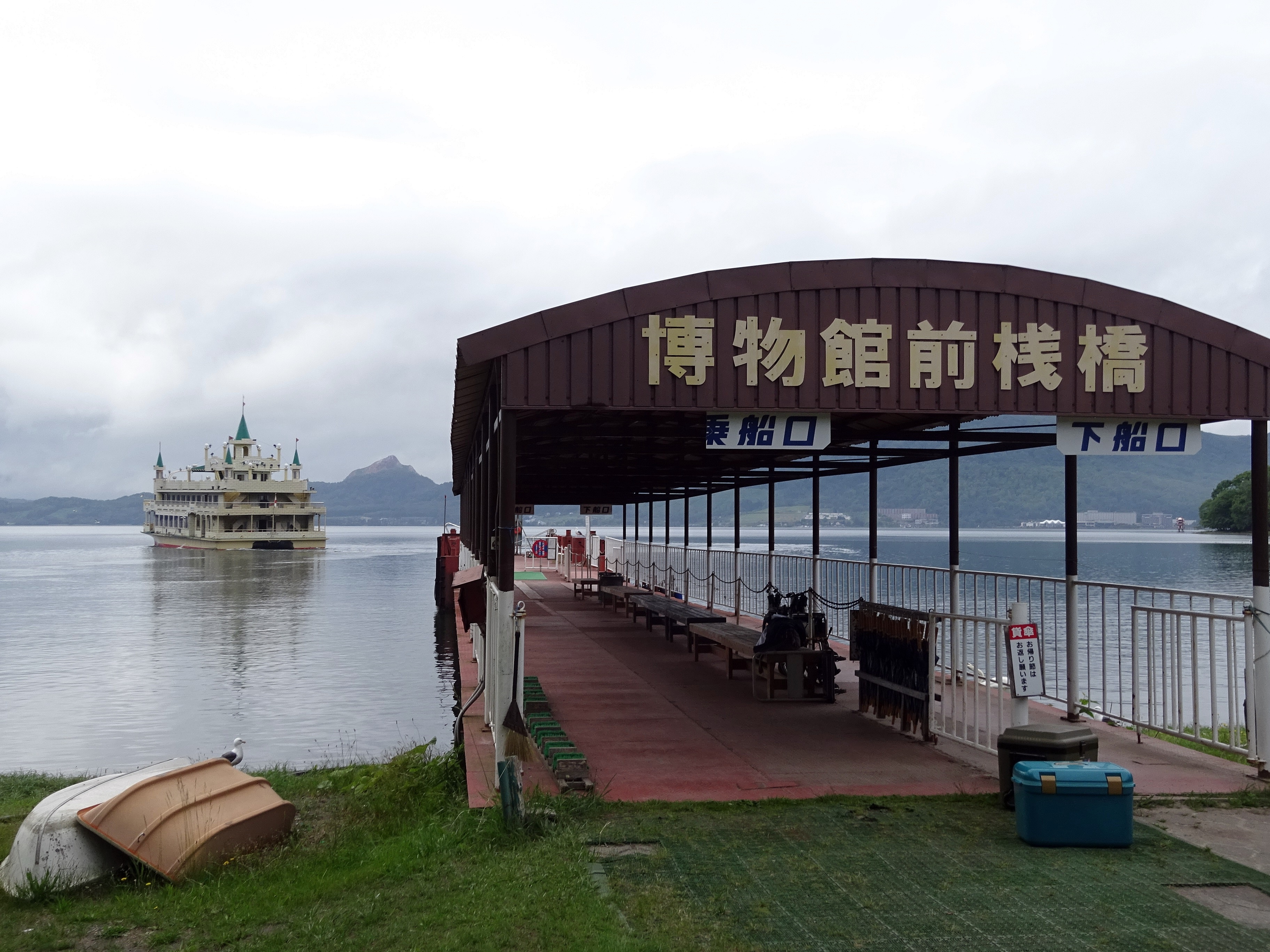
博物館前桟橋（2022年6月）
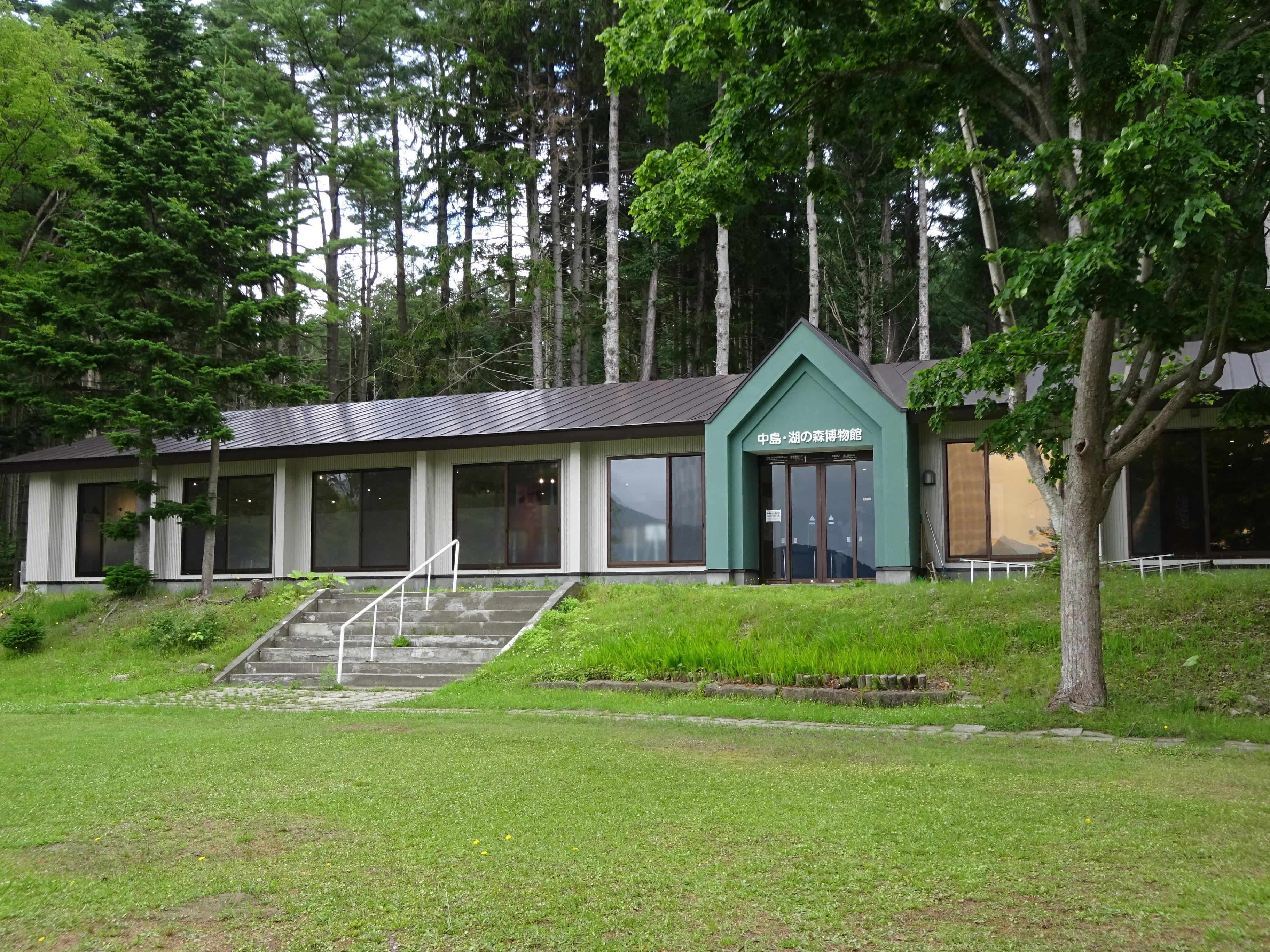
中島・湖の森博物館（2022年6月）
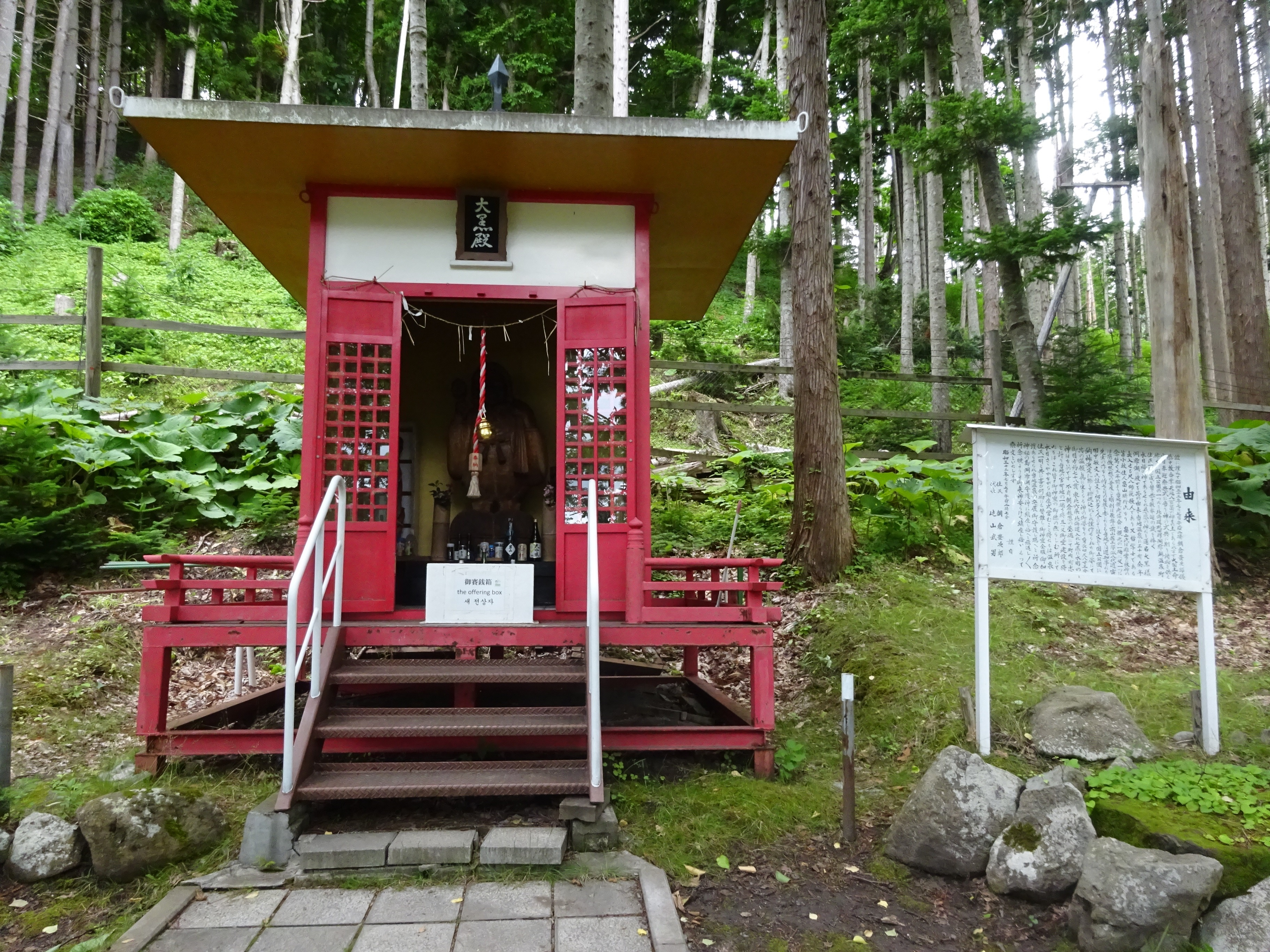
中島に祀られる大黒天
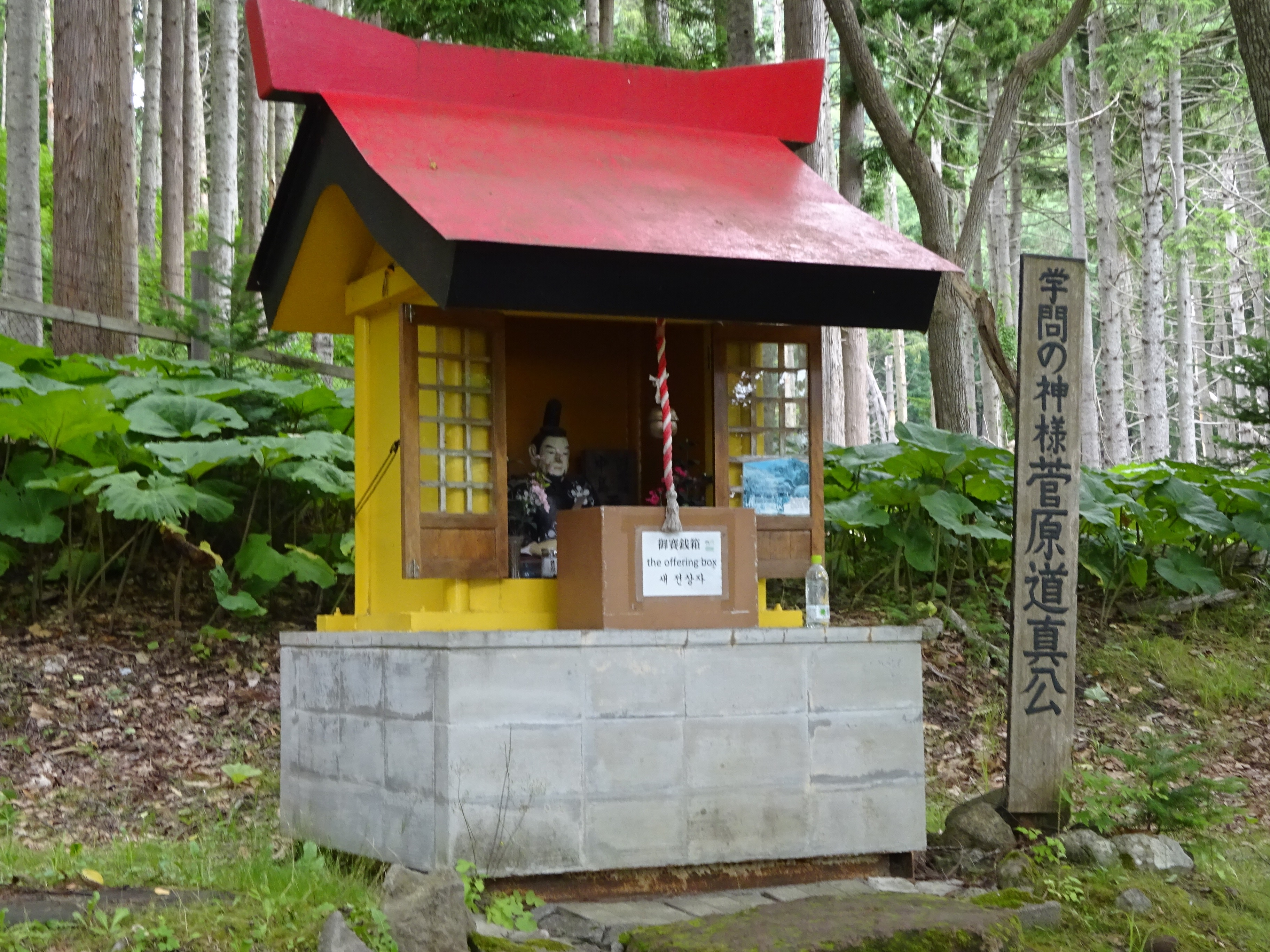
菅原道真を祀る末社